# Leopold Wilhelm de Austria
Arhiducele Leopold Wilhelm de Austria (n. 5 ianuarie 1614, Wiener Neustadt, Austria Inferioară, Austria – d. 20 noiembrie 1662, Viena, Monarhia Habsburgică), aparținând Casei de Habsburg, a fost Episcop de Passau și Episcop de Strasbourg din 1632, comandant militar și guvernator al Țărilor de Jos spaniole din 1647 până în 1656. Din 1642 a fost Mare Maestru al Ordinului Cavalerilor Teutoni.

## Biografie

### Origine
Leopold Wilhelm a fost fiul împăratului Ferdinand al II-lea și al soției sale, Maria Anna de Bavaria, fiica ducelui Wilhelm al V-lea de Bavaria. Leopold Wilhelm a fost fratele împăratului Ferdinand al III-lea. Fiind cel de-al doilea fiu, tatăl său îl predestinase carierei ecleziastice.

### Episcop principe
La vârsta de 11 ani Leopold Wilhelm a devenit coadjutor al unchiului său, arhiducele Leopold al V-lea, episcop de Passau și de Strasbourg. În 1627 arhiducele a devenit Episcop de Halberstadt, însă numirea oficială papală a primit-o abia în 1635. În 1629 a devenit (nominal) Episcop de Olmütz, funcție pentru care nu a primit niciodată aprobarea papală și la care a trebuit să renunțe în 1635 în favoarea prințului August de Saxonia.
În 1654 , fiind guvernator al Țărilor de Jos spaniole (1647–1656), Regina Christina a Suediei s-a convertit la catolicism de Crăciun în capela privată la curtea sa din Bruxelles.
Leopold Wilhelm i-a succedat unchiului său Leopold al V-lea, care a demisionat din funcțiile de Episcop de Passau, Episcop de Strasbourg și prinț stareț al Mănăstirii Murbach. Mai târziu, el a preluat și eparhiile Halberstadt și Magdeburg, dar cea din urmă funcție a redat-o ulterior ducelui August de Saxa-Weissenfels prin Pacea de la Praga din 1635. Apoi a devenit Episcop de Olomütz și Breslau. O astfel de acumulare de funcții nu era ceva obișnuit la acea vreme și de fapt nu a fost dorită de Conciliul reformator Tridentin, dar a fost considerată ca necesară pentru recâștigarea zonelor care aparțineau Bisericii reformate sau a celor amenințate de reformă și secularizare. 

### Comandant militar
Leopold Wilhelm a fost considerat un episcop responsabil și evlavios, însă toate funcțiile sale ecleziastice nu l-au împiedicat să se afle cea mai mare parte din timp în serviciul militar luptând pentru interesele familiei de Habsburg. Totuși, instruirea sa nu fusese cea mai potrivită pentru cariera militară. În faza finală a Războiului de Treizeci de Ani, fratele său, Ferdinand, i-a dat comanda armatei imperiale de două ori (septembrie 1639 – februarie 1643 și mai 1645 – decembrie 1646). În prima perioadă, sprijinit de experimentatul ofițer Ottavio Piccolomini (1599–1656), a reușit să respingă pe suedezii care invadaseră Boemia în 1639, a cucerit poziții pe fluviul Weser în 1640 și a organizat un contraatac eficient în 1641. Cu toate acestea, respingerea suedezilor în Silezia după o devastatoare ofensivă în 1642, a fost urmată de o  serioasă înfrângere în a doua bătălie de la Breitenfeld, purtată împotriva sfatului dat de Piccolimini. Înfrângerea a dus la dispute privind cauzele înfrângerii, urmate de executarea mai multor ofițeri pe care Leopold i-a considerat răspunzători pentru înfrângere. Atât Leopold Wilhelm, cât și Piccolomini au demisionat de la comandă armatei. 
În 1639 Leopold Wilhelm a devenit coadjutor al Marelui Maestru al Ordinului Cavalerilor Teutoni, al cărui membru era încă din 1625. Din 1641 Leopold Wilhelm a fost Mare Maestru al acestui ordin cavaleresc.
Arhiducele a preluat comanda armatei a doua oară în mai 1645, după ce suedezii amenințaseră atât Viena, cât și Praga ca urmare a marilor pierderi suferite de armata imperială sub comanda generalului Matthias Gallas la sfârșitul anului 1644 și a înfrângerii de la Jankau din martie 1645. Leopold Wilhelm a organizat o apărare de succes pe Dunăre și, printre altele, a reușit să oprească o avangardă a suedezilor la Brigittenau în mai 1645. O a doua încercare a suedezilor de a trece Dunărea în august nu a avut succes, aceștia retrăgându-se din Austria Inferioară. În Moravia armata imperială a reușit să apere Brno, iar arhiducele a sprijinit Bavaria împotriva francezilor. Predecesorul său, Matthias Gallas, i-a fost consilier în această perioadă, până când Leopold Wilhelm l-a forțat să demisioneze, deoarece curtenii și ofițerii începuseră să-i submineze autoritatea preferând-l pe Gallas la comanda trupelor. În 1646, după o nefastă campanie militară din Boemia spre Hessa, Leopold Wilhelm a trebuit să se retragă din cauza dificultăților de aprovizionare, iar suedezii și francezii au devastat Șvabia bavareză.
La sfârșitul anului 1646 regele Spaniei Filip al IV-lea a preluat comanda armatei imperiale, iar arhiducele Leopold Wilhelm a preluat funcția de guvernator al Țărilor de Jos spaniole pentru a-și crea o legătură mai strânsă cu rudele sale austriece. În calitate de guvernator, el a reușit inițial să încheie pace cu Provinciile Unite ale Țărilor de Jos pentru a-și concentra puterile în lupta împotriva Franței. Leopold Wilhelm a obținut inițial succese militare împotriva francezilor până când a pierdut o mare parte a armatei sale într-o ofensivă în august 1648 în Bătălia de la Lens împotriva lui Ludovic al II-lea de Bourbon. Revoltele interne ale Frondei din Franța au permis totuși noi succese spaniolilor care au recâștigat poziții fixe până în 1653, pierdute din nou în anii următori. Leopold Wilhelm a renunțat la funcția de guvernator în 1656.

### Susținător al artelor
Foarte talentat, Leopold Wilhelm a scris numeroase poezii în limba italiană. Cea mai mare importanța a sa a constat însă în colecția de artă din Țările de Jos spaniole, care a fost îngrijită de David Teniers cel Tânăr și expusă în numeroase galerii de artă (la Viena, Oberschleißheim, Bruxelles și Madrid). El a colecționat mai ales opere ale maeștrilor olandezi și italieni (de exemplu ale venețienilor secolului al XVI-lea). O bună parte a pieselor colecției sale au fost obținute la licitațiile bunurilor aparținând nobililor englezi ce fuseseră alungați sau executați de puritanii conduși de Oliver Cromwell. Această colecție a fost moștenită de nepotul său, împăratul romano-german Leopold I. Cea mai mare parte a colecției se află și astăzi la Muzeul de Istorie a Artei din Viena. Ea include și colecția de monede a lui Leopold Wilhelm care, alăturată colecției imperiale de monede sub împăratul Carol al VI-lea, constituie acum una dintre cele mai vechi colecții ale acestui muzeu.
Leopold Wilhelm ar fi putut candida la alegerea ca rege romano-german după moartea fratelui său, Ferdinand, însă a preferat să-l susțină în alegere pe nepotul său, Leopold, care a devenit noul împărat romano-german în vara anului 1658.

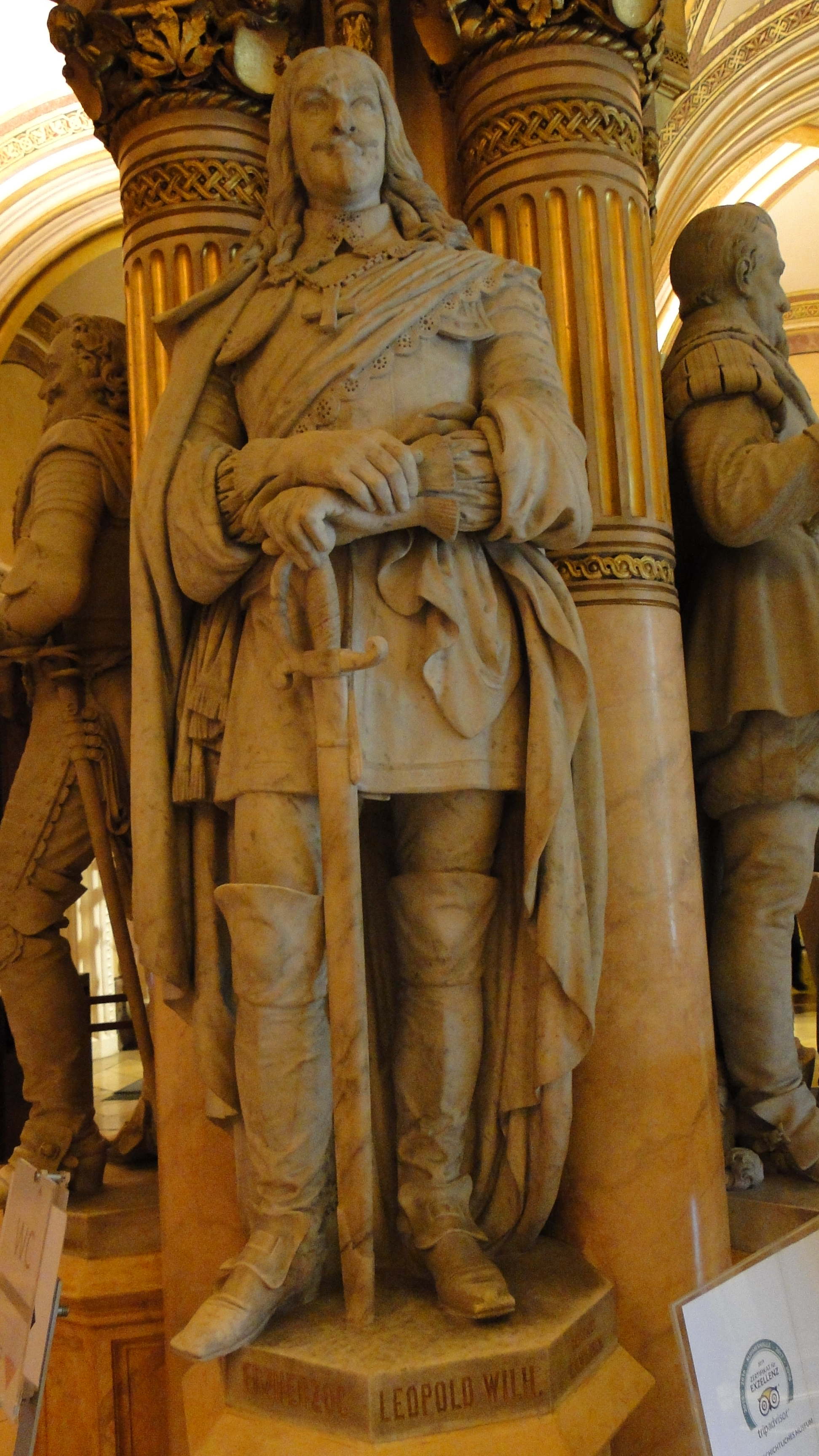
Arhiducele Leopold Wilhem (statuie, Muzeul de Istorie Militară din Viena, 1867)

Leopold Wilhelm a fost înmormântat în Cripta imperială a Bisericii Capucinilor din Viena (astăzi în noua criptă a clădirii). El este una dintre cele 41 de persoane ale căror rămășițe au fost înmormântate în cele trei locuri tradiționale de înmormântare ale familiei de Habsburg din Viena (Cripta imperială din Biserica Capucinilor, Capela Loreto din Biserica Augustinilor, Cripta ducală din Catedrala Sfântul Ștefan).

Prin rezoluția imperială a lui Franz Joseph I din 28 februarie 1863, Leopold Wilhelm a fost inclus pe lista „Celor mai renumiți stăpâni și generali din Austria, demni de perpetuă emulare”, spre cinstirea și memoria cărora au fost dedicate statui în mărime naturală în „Feldherrenhalle” - sala de intrare a noului Muzeul de Istorie Militară din Viena. Statuia a fost creată în 1867 de sculptorul Waldemar Schützinger din marmură de Carrara și a fost dedicată de arhiducele Wilhelm Franz de Habsburg.

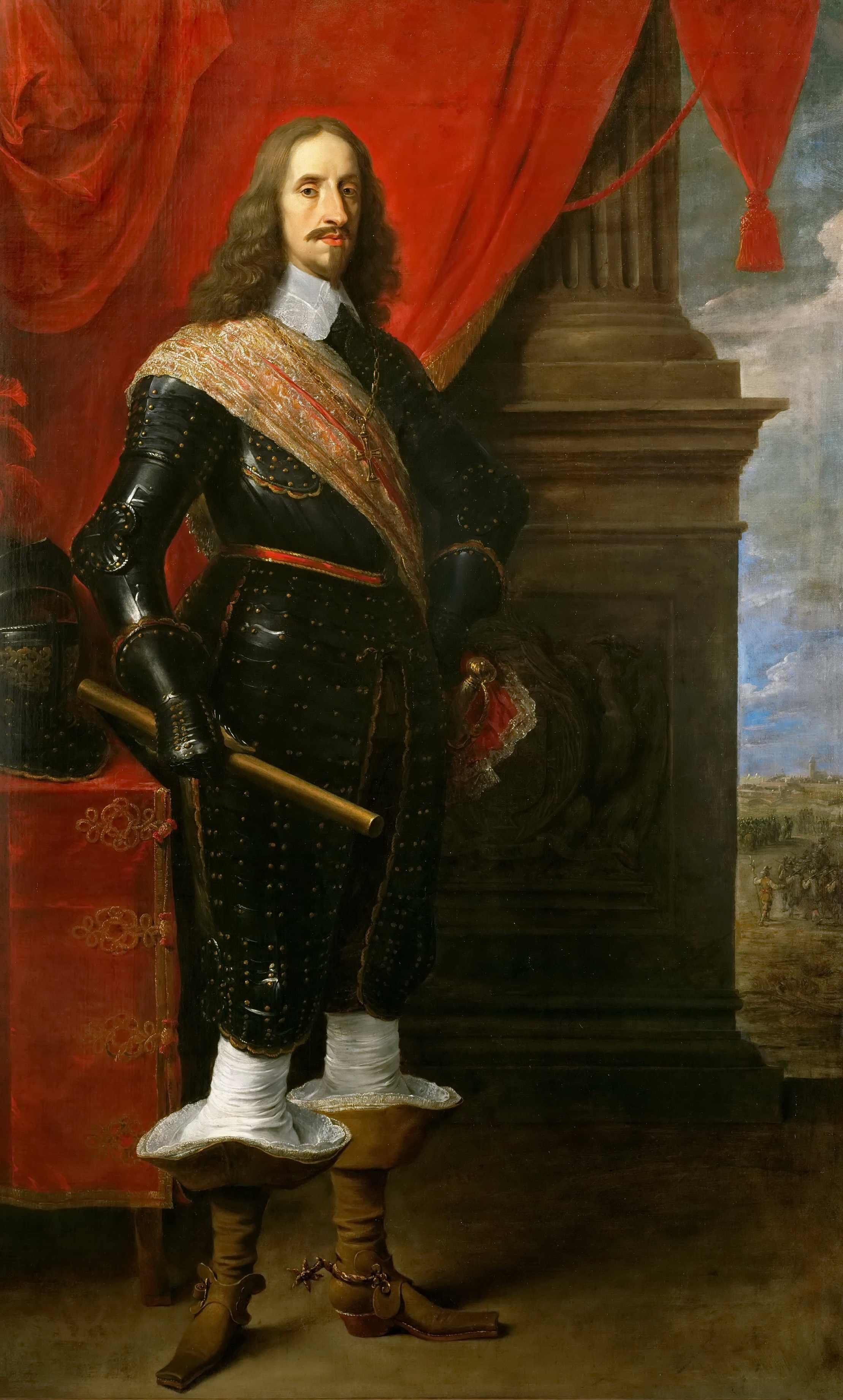
Arhiducele Leopold Wilhelm de Austria (ținută de mareșal)